# Ford Model A (1903)
O original Ford Model A foi o primeiro carro produzido pela Ford Motor Company, iniciando-se  sua produção em 1903. O Dr. Ernst Pfennin, de Chicago, se tornou o primeiro dono de um Model A em 23 de Julho de 1903. 1 750 carros foram feitos de 1903 a 1904. O Model A foi substituído pelo Ford Model C durante 1904 com algumas vendas adicionais.